# Mikkel Kessler
Mikkel Kessler (ur. 1 marca 1979 w Kopenhadze) – duński bokser, były zawodowy mistrz świata organizacji WBC oraz WBA w kategorii super średniej (do 168 funtów).

## Kariera amatorska
Jego kariera amatorska trwała krótko – stoczył tylko 49 pojedynków, z których 44 wygrał. W 1995 zdobył mistrzostwo Europy juniorów do lat 17.

## Kariera zawodowa
Przeszedł na zawodowstwo w 1999, wieku 19 lat. Pierwsze kilkanaście walk stoczył w kategoriach wagowych junior średniej i średniej, ale największe sukcesy zaczął odnosić w wadze super średniej.
22 listopada 2002 pokonał byłego mistrza świata w kategorii lekkiej (WBA i WBO) i super średniej (WBC), Dingaana Thobelę.
Po tej walce stoczył jeszcze cztery zwycięskie pojedynki (m.in. znokautował już w pierwszej rundzie byłego mistrza świata WBA w kategorii średniej – Julio Césara Greena), a następnie nieoczekiwanie dostał szansę zdobycia pasa mistrzowskiego WBA. Mistrz tej organizacji, Manny Siaca, miał walczyć z innym Duńczykiem, Madsem Larsenem, który jednak krótko przed walką doznał kontuzji i Kessler zastąpił go, nie mając czasu na poważne treningi przed walką. Mimo to zdobył tytuł po tym, jak Siaca nie był w stanie kontynuować pojedynku w ósmej rundzie
W 2005 stoczył tylko jedną walkę w obronie swojego tytułu, wygrywając z Anthonym Mundine. W następnym roku najpierw wygrał z Érikiem Lucasem, a następnie stoczył pojedynek unifikacyjny z Marcusem Beyerem, mistrzem organizacji WBC. Kessler zakończył pojedynek nokautem już w trzeciej rundzie.
24 marca 2007 obronił swoje dwa tytuły pokonując Librado Andrade. Walka była jednostronna (według wszystkich sędziów Duńczyk nie przegrał żadnej rundy), ale mimo olbrzymiej przewagi Duńczyka Meksykanin zdołał dotrwać do końca pojedynku. 3 listopada 2007 doszło do walki unifikacyjnej WBC, WBA i WBO z Joe Calzaghe. Kessler przegrał z Walijczykiem na punkty i stracił oba mistrzowskie tytuły.
Na ring powrócił 21 czerwca 2008 roku, nokautując w dwunastej rundzie Dimitrija Sartisona. Stawką pojedynku był wakujący tytuł mistrza świata WBA. Cztery miesiące później znokautował w trzeciej rundzie Danilo Danilo Häußlera. Dla Niemca była to ostatnia walka w karierze. 12 września 2009 roku pokonał przez techniczny nokaut w czwartej rundzie Gusmyra Perdomo.
21 listopada 2009 roku w ramach turnieju Super Six przegrał z Andre Wardem. Walka została przerwana w jedenastej rundzie, ze względu na rozcięcia na twarzy Kesslera. Sędziowie w momencie przerwania walki punktowali zwycięstwo Warda 98-92, 98-92 oraz 97-93. 24 kwietnia 2010 pokonał na punkty Carla Frocha 117-111, 115-113 i 116-112. 2 czerwca 2011 po ponad rocznej przerwie spowodowanej poważną kontuzją oka, która była powodem wycofania się z turnieju Super Six powrócił na ring stając naprzeciw francuskiego pięściarza Mehdi Bouadla i kończąc pojedynek zwycięstwem przez techniczny nokaut szóstej rundzie.
25 maja 2013 w Londynie zmierzył się z Carlem Frochem w rewanżowym pojedynku. Przegrał jednogłośnie na punkty 112:116, 113:115 i 110:118. Stawką pojedynku był należący do Duńczyka tytuł mistrza WBA.